# Xã Interior, Michigan
Xã Interior (tiếng Anh: Interior Township) là một xã thuộc quận Ontonagon, tiểu bang Michigan, Hoa Kỳ. Năm 2010, dân số của xã này là 336 người.